# Оток (феод)
Оток — феодальное владение в средневековой Монголии. В феодальной зависимости от отока находились люди из разных кланов, связанных единством территории.

## Этимология
«Оток» — это перевод монгольского «отог» (ᠣᠲᠣᠭ), что в переводе с монгольского означает «лагерь» или «отделение».

## Отоки в Джунгарском ханстве
В административном отношении Джунгарское ханство разделялось на отоки, анги и цзисаи. Отоками назывались административно-хозяйственные единицы, составлявшие личный удел чоросского хунтайджи/хана. Ойраты кочевали «хотонами», т.е. группами семей, связанных родством. Несколько хотонов объединялись в аймаки, а аймаки в отоки. В случае войны оток обязан был выставить до тысячи воинов. По цинским сведениям в середине XVIII века в Джунгарии насчитывалось 24 отока. 

## Отоки у теленгитов
В XVIII и XIX веках у теленгитов было два отока, которые обладали ограниченным суверенитетом. У власти в этих отоках стояли зайсаны. Позже эти земли вошли в состав России и назывались «волостями».
Отоки делились на арманы, во главе которых стояли демичи.

## Отоки у алтайцев
Административная единица самоуправления среди алтайцев во время перехода от джунгарского влияния к российскому подданству.